# Stare Plavnice
Stare Plavnice falu Horvátországban Belovár-Bilogora megyében. Közigazgatásilag Belovár községhez tartozik.

## Fekvése
Belovártól 3 km-re nyugatra, a Bilo-hegység nyugati lejtőin, a Plavnica-patak jobb partján fekszik.

## Története
Plavnica falu már a középkorban is létezett. Szent Benedek plébániáját már 1262-ben említik, majd 1334-ben a zágrábi püspökséghez tartozó plébániák között tűnik fel „Item ecclesia beati Benedict” néven. Újabb említései találhatók 1422-es és 1488-as okiratokban. Márton nevű plébánosát 1501-ben említik „Martinus plebanus s. Benedicti in Plawnycza” néven. A strezai pálosoknak földbirtokuk volt a településen, melyet a 16. században a török pusztított el. Helye ezután évtizedekig pusztaság volt.
A mai falu akkor keletkezett, amikor a török uralom után a 17. századtól a területre folyamatosan telepítették be a keresztény lakosságot. A település 1774-ben az első katonai felmérés térképén a falu „Dorf Dolnie Plavnicze” néven szerepel. A település katonai közigazgatás idején a szentgyörgyi ezredhez tartozott. A katonai közigazgatás megszüntetése után Magyar Királyságon belül Horvátország részeként, Belovár-Kőrös vármegye Belovári járásának része volt. 1857-ben 317, 1910-ben 470 lakosa volt. Az 1910-es népszámlálás szerint lakosságának 69%-a szerb, 19%-a horvát, 11%-a cseh anyanyelvű volt. 1918-ban az új szerb-horvát-szlovén állam, majd később Jugoszlávia része lett. 1941 és 1945 között a németbarát Független Horvát Államhoz, majd a háború után a szocialista Jugoszláviához tartozott. 1991-től a független Horvátország része. 1991-ben lakosságának 75%-a horvát, 20%-a szerb nemzetiségű volt. 2011-ben a településnek 673 lakosa volt.

## Lakossága
| Lakosság változása | Lakosság változása | Lakosság változása | Lakosság változása | Lakosság változása | Lakosság változása | Lakosság változása | Lakosság változása | Lakosság változása | Lakosság változása | Lakosság változása | Lakosság változása | Lakosság változása | Lakosság változása | Lakosság változása | Lakosság változása |
| ------------------ | ------------------ | ------------------ | ------------------ | ------------------ | ------------------ | ------------------ | ------------------ | ------------------ | ------------------ | ------------------ | ------------------ | ------------------ | ------------------ | ------------------ | ------------------ |
| 1857               | 1869               | 1880               | 1890               | 1900               | 1910               | 1921               | 1931               | 1948               | 1953               | 1961               | 1971               | 1981               | 1991               | 2001               | 2011               |
| 317                | 423                | 376                | 382                | 466                | 470                | 477                | 446                | 404                | 429                | 458                | 506                | 563                | 621                | 690                | 673                |

## Nevezetességei
A falutól 300 méterre keletre a Plavnica-pataktól mintegy 100 méterre egy négyszög alakú domb található, amelyen a középkorban vár állt. A középkorban Plaunának nevezett erődítményből mára semmi sem maradt.